# (33012) Eddieirizarry
1997 EJ55 (asteroide 33012) é um asteroide da cintura principal. Possui uma excentricidade de 0.11222290 e uma inclinação de 1.61552º.
Este asteroide foi descoberto no dia 9 de março de 1997 por Eric Walter Elst em La Silla.